# Шламка
Шламка — село в Челно-Вершинском районе Самарской области в составе сельского поселения Краснояриха.

## География
Находится на расстоянии примерно 15 километров по прямой на запад-юго-запад от районного центра села Челно-Вершины.

## История
Село было основано примерно в 1662 году. Первыми жителями села были семьи приехавшие из-под Ярославля. Перед революцией 1905 года село выросло до 300 хозяйств. Земли стало не хватать. Из села уехали около 40 семей в Сибирь на постоянное место жительства по Столыпинской аграрной реформе. В советское время в селе работали такие колхозы: «Пролетарий», «14 лет Октября», «Новый Нурлат», «Красный пахарь», «Гигант», «Маяк Ильича». Изначально население было русским, татары начали подселяться уже в XX веке.

## Население
Постоянное население составляло 388 человека (русские 54%, татары 40%) в 2002 году, 385 в 2010 году.